# Scatophila sexmaculata
Scatophila sexmaculata är en tvåvingeart som beskrevs av Ichiro Miyagi 1977. Scatophila sexmaculata ingår i släktet Scatophila och familjen vattenflugor. Inga underarter finns listade i Catalogue of Life.